# Repo! The Genetic Opera
Repo! The Genetic Opera es una película musical estadounidense dirigida por Darren Lynn Bousman. Está basada en la ópera rock teatral escrita y compuesta por Darren Smith y Terrance Zdunich. Una banda sonora de 22 canciones se puso en venta el 30 de septiembre de 2008, con una versión extendida que contenía 38 canciones publicadas casi exclusivamente para descargar el 20 de febrero de 2009. El DVD y Blu-Ray fueron publicados el 20 de enero de 2009.
Protagonizada por Alexa Vega, Anthony Stewart Head, Paris Hilton, Sarah Brightman, Paul Sorvino, Terrance Zdunich, Bill Moseley y Nivek Ogre.

## Sinopsis
En el año 2056 -un futuro no tan lejano- una epidemia de fallos multiorgánicos devasta el planeta. De la tragedia emerge un salvador: GeneCo, una compañía de biotecnología que ofrece trasplantes de órganos... a un precio. Aquellos que no cumplan con el pago tendrán que devolver sus órganos. De ello se encargan los Repo Man, cirujanos entrenados por GeneCo para recuperar su propiedad... sin dejar vivos a los que incumplieron sus pagos.
En un mundo en que los adictos a la cirugía están enganchados a drogas calmantes y el asesinato está permitido por la ley, Shilo, una joven cuya vida siempre ha estado sobreprotegida por su padre debido a la extraña enfermedad sanguínea que padece, busca una cura para su mal, ansiando vivir fuera de su habitación. Tras ser atraída al mundo del que su padre quería alejarla, dándose cuenta de que no es lo que creía, creyendo que todas sus preguntas encontrarán respuesta en el evento más popular de la época: The Genetic Opera/La Opera Genética.

## Desarrollo y Producción
En 1999, Darren Smith tenía un amigo a quien estaba pasando por la quiebra y cuyas posesiones serían hipotecadas. Inspirado en esto, Smith se le ocurrió la idea de un futuro donde no solo su propiedad puede ser embargada, sino también partes de su cuerpo. Smith y Terrance Zdunich colaboraron con ideas y diálogos de la trama para crear "The Necromerchant's Debt" (La deuda del Necromercader).
La primera versión de Repo! fue The Necromerchant's Debt, que cuenta la historia de "un ladrón de tumbas en deuda a un Repo Organ Man /Hombre recuperador de órganos)". Esto se estrenó en el teatro John Raitt. Después de ser todo un éxito, Smith y Zdunich ampliaron el universo para crear todo un storyline que se convertiría en Repo! The Genetic Opera.
Muchos cambios fueron ejecutados, gradualmente, a los personajes y la música. Por ejemplo, Rotti, en las primeras presentaciones, no era el padre de Luigi, Pavi, y Amber. En su lugar, él era un hermano menor de Luigi y Pavi, mientras que Amber era hija de Luigi.
Las letras de las canciones se fueron ajustando, y algunas canciones fueron retiradas por completo, por ejemplo, "But This Is Opera!", que fue eliminada en un esfuerzo para cambiar la dirección del carácter de Blind Mag. Después de años de ser realizada como una obra de teatro, Repo! fue adaptada en un cortometraje de 10 minutos por Darren Lynn Bousman para lanzar la idea a compañías cinematográficas. El corto fue protagonizado por Shawnee Smith (Amanda Young en las películas de Saw) como Amber Sweet (que entonces era llamada Heather), Michael Rooker (Henry: Retrato de un asesino en serie) como el Repo Man, Fairlie Kristen como Shilo, Terrance Zdunich como GraveRobber, y J . Larose como Pavi.
Una vez que Repo! The Genetic Opera fue acogida por Lionsgate, empezaría a ser rodar en septiembre de 2007 en Canadá. El estreno mundial tuvo lugar en Montreal el 18 de julio de 2008, en el festival de Fantasía. La película fue programada para ser lanzada el 8 de agosto de 2008 en los EE. UU. Yoshiki Hayashi, miembro del grupo musical japonés X Japan, producirá la banda sonora compuesta y la voz adicional para la película, además de ser uno de los productores de la película.

## Reparto

### Personajes principales
- Alexa Vega - Shilo Wallace.
- Anthony Head - Nathan Wallace/Repo Man.
- Paul Sorvino - Rotti Largo.
- Sarah Brightman - Blind Mag (Mag La Ciega).
- Paris Hilton - Amber Sweet.
- Nivek Ogre - Pavi Largo (alec pernet)
- Bill Moseley - Luigi Largo.
- Terrance Zdunich - Graverobber (Ladrón de tumbas).

### Cameos
Joan Jett como bajista: guitarrista durante la canción "Seventeen".

## Números Musicales
Repo! The Genetic Opera tiene el récord por la mayor cantidad de canciones compuestas para una película, con un total de 64. Algunas canciones han sido eliminadas dentro de la película (por ejemplo, "Come Up and Try My New Parts", "Can't Get It Up if the Girl's Breathing", y "Needle Through a Bug").
Distintas figuras de la música ayudaron en la banda sonora como Joan Jett que aparece en "Seventeen", o Melora Creager de la banda Rasputina toca el violonchelo en la banda sonora. También fueron partícipes de esta: Clown de Slipknot, Richard Fortus de Guns N' Roses, Blasko conocido por su trabajo con Rob Zombie y Ozzy Osbourne, Tommy Clefetus de la banda de Rob Zombie, la estrella del pop POE, entre otros.

### Lista de canciones
En la película, las siguientes canciones son realizadas:
1. "Depraved Heart Murder at Sanitarium Square"
2. "Genetic Repo Man" - GraveRobber and chorus
3. "Crucifixus"
4. "The Prognosis"
5. "Things You See in a Graveyard (Part 1)" - Rotti and Mourners
6. "21st Century Cure" - GraveRobber, Gentern on air-raid siren, and Shilo (Shilo's part is only in the movie)
7. "Shilo Wakes" - Nathan and Shilo
8. "Infected" - Shilo
9. "Nathan's Story"
10. "Legal Assassin" - Nathan, Marni, y Ghostly whispers
11. "Lungs and Livers" - GeneCo Chorus
12. "Mark It Up" - Genterns, Amber, Luigi, y Pavi
13. "Tao of Mag (Part 1)" - Mag y Chinese chorus
14. "Rotti's Story"
15. "Things You See in a Graveyard (Part 2)" -Rotti
16. "Limo Ride" - Rotti y Shilo
17. "Thankless Job" - Nathan y Repo victim
18. "A Ventriloquist's Mess"
19. "Tao of Mag (Part 2)" - Mag y Chinese coros
20. "No Organs? No Problemo!" - GeneCo coros
21. "Largo's Little Helpers" - Child coros
22. "Genterns" - Genterns and Pavi
23. "Luigi, Pavi, Amber Harass Mag" - Luigi, Fair patrón, Gofers, Mag, Amber, Pavi, y Rotti
24. "Seeing You Stirs Memories (Part 1)" - Rotti
25. "Blind Mag's Story"
26. "Seeing You Stirs Memories (Part 2)" - Rotti y Mag
27. "My, What Big Scissors You Have" - Announcers y Shilo
28. "Housecall" - Rotti (spoken)
29. "Inopportune Telephone Call" - Nathan y Shilo
30. "Before the Escape"
31. "GraveRobber and Shilo Escape" - GraveRobber y Shilo
32. "Zydrate Support Network" - News reporter y Rotti
33. "Worthy Heirs?"
34. "Zydrate Anatomy" - Zydrate addicts, GraveRobber, Shilo, Amber, y Genterns
35. "Disposal Crew" - Disposal crew
36. "A Dump Truck Home"
37. "Who Ordered Pizza?" - Luigi, Pavi, Nathan, Rotti, and Amber
38. "Night Surgeon" - Nathan, Rotti, Henchgirls, Luigi, Pavi, y Genterns
39. "The Visitor"
40. "Chase the Morning" - Mag, Shilo, y Marni
41. "Everyone's a Composer" - Mag, Nathan, y Shilo
42. "Come Back!" - Nathan and Shilo
43. "What Chance Has a 17 Year Old Girl" - Nathan y Shilo
44. "Seventeen" - Shilo y coros
45. "Pre-Happiness"
46. "Happiness is Not a Warm Scalpel" - Amber y Rotti
47. "Gold" - Rotti
48. "Nathan Discovers Rotti's Plan" - Nathan y Shilo
49. "Tonight We Are Betrayed" - Nathan
50. "At the Opera Tonight" - Shilo, Mag, Nathan, Amber, GraveRobber, Rotti, Luigi, Pavi, y coros
51. "Bloodbath!" - GraveRobber
52. "Not Your Parents' Opera"
53. "We Started This Op'ra Shit!" - Band leader, Genterns, Luigi, Pavi, Single mother, Rotti, Opera audience, y GeneCo coros
54. "Interrogation Room Challenge" - Rotti
55. "Blame Not My Cheeks" - Announcer, Amber, Eunuch valets, y GeneCo coros
56. "Chromaggia" - Mag
57. "Mag's Fall"
58. "Pièce De Résistance" - Rotti
59. "Let the Monster Rise" - Nathan y Shilo
60. "A Ten Second Opera"
61. "Sawman's Lament" - Rotti, Luigi, Pavi, Shilo, Nathan, y Opera audience
62. "The Man Who Made You Sick" - Rotti, Shilo, and Nathan (connected with "Sawman's Lament")
63. "Cut the Ties" - Rotti, Luigi, Shilo, y Pavi
64. "Shilo Turns Against Rotti" - Shilo, Rotti, y Nathan (connected to "Cut the Ties")
65. "The King is Dead" - Rotti (spoken)
66. "I Didn't Know I'd Love You So Much" - Shilo y Nathan
67. "Genetic Emancipation" - Shilo and chorus
68. "Epitaph" - GraveRobber y Zydrate addicts
69. "VUK-R" - Katie Fitzgerald (créditos finales)
70. "Repo Man" - Pavi (end credits)
71. "Needle Through a Bug" - GraveRobber, Shilo, and Chorus (escena eliminada, en los créditos finales)
72. "Bravi!" - Mag, Luigi, Pavi, Rotti, Amber, and Genterns (escena eliminada, en los créditos finales)
73. "Aching Hour" - Mag (end credits)

## Banda sonora
1-. At The Opera Tonight

2-. Crucifixus

3-. Things You See in A Graveyard

4-. Infected

5-. Legal Assassin

6-. Bravi!

7-. 21st Century Cure

8-. Mark It Up

9-. Can't Get It Up If The Girl's Breathing?

10-. Zydrate Anatomy

11-. Thankless Job

12-. Chase the Morning

13-. Night Surgeon

14-. Seventeen

15-. Gold

16-. We Started This Op'ra Shit

17-. Needle Through a Bug

18-. Chromaggia

19-. Let The Monster Rise

20-. Didn't Know I'd Love You So Much 

21-. Genetic Emancipation

22-. Genetic Repo Man